# Myoporum obscurum
Myoporum obscurum är en flenörtsväxtart som beskrevs av Stephan Ladislaus Endlicher. Myoporum obscurum ingår i släktet Myoporum och familjen flenörtsväxter. Inga underarter finns listade i Catalogue of Life.